# Anomalisipho verkruezeni
Anomalisipho verkruezeni is een soort in de klasse van de Gastropoda (Slakken).
Het dier komt uit het geslacht Anomalisipho en behoort tot de familie Buccinidae. Anomalisipho verkruezeni werd in 1876 beschreven door Kobelt.